# Ezra Tsegaye
Ezra Tsegaye (* 25. März 1976 in Asmara, Eritrea) ist ein deutscher Grafiker, Storyboard Artist, Comiczeichner und Regisseur aus Berlin.

## Leben
Ezra Tsegaye wurde in der Zeit des Eritreischen Unabhängigkeitskriegs gegen Äthiopien geboren. Seine Mutter siedelte mit ihm 1979 nach Deutschland über, wo er deutscher Staatsbürger wurde. Von 1988 bis 1992 besuchte er in Berlin die Friedendsburg-Gesamtschule. Hier begann sich sein zeichnerisches Talent herauszubilden, er schrieb erste Comic-Geschichten und arbeitete als Zeichner für die Schülerzeitung. 
Nach der Schule nahm er eine Tätigkeit in einer Filiale der Videoverleihkette Videodrom auf und nutzte die Zeit, um sich ein großes cineastisches Wissen anzueignen. Dabei entstand auch seine Vorliebe für Filme des Horror- und Action-Genres. 1999 bewarb er sich mit einer selbstgemachten Multimedia-CD bei der damaligen Firma „Kindercampus“, die kindgerechte Websites produzierte, als Comic-Künstler und wurde als Graphic Designer angestellt. 2003 machte er sich als Graphic Designer und Storyboard-Zeichner (u. a. für Dr. Alemán, The International  und diverse Tatort-Folgen) selbstständig und arbeitete seitdem in diesen Funktionen für verschiedene inter- und nationale Film-, Serien- und andere TV-Produktionen. 
Unterstützt durch diese Erfahrungen, begann Ezra Tsegaye seine ersten Filmversuche (Big Johnson, Attack of the radioaktive Mutant from outer Space) mit Super-8. Von Anfang an verknüpfte er Realfilm mit gezeichneten und animierten Comic-Elementen. Er initiierte zusammen mit anderen das Comic-Projekt „Turmspringer“, wofür er den ersten Teil „Turmspringer 01“ zeichnete sowie später animierte, und schuf damit das erste deutsche motion-Comic, welches 2007 auf der Berlinale gezeigt wurde. Ein weiterer wichtiger Schritt für ihn war die Arbeit am unabhängig finanzierten Projekt für den ersten deutschen 3D-Actionfilm Night tale 3D. Auch wenn der Film aus finanziellen Gründen nicht die Projekt-Phase verließ, wurde das gedrehte Material auf Grund seiner hervorragenden visuellen Qualität von der Fraunhofer-Gesellschaft für Forschungsarbeiten im 3D-Bereich genutzt. Ebenfalls auch in dieser Zeit entstanden in Zusammenarbeit mit Jörg Olvermann interaktive Kindergeschichten (Little Ezra's Tales for Kids),. In den folgenden Jahren produzierte Ezra Tsegaye verschiedene Kurzfilme, die auf Filmfestivals gezeigt und mehrfach nominiert wurden und Preise erhielten. 2016 begann Ezra Tsegaye zusammen mit dem unabhängigen Produzenten Sebastian Wolf die Arbeit und Ausführung an seinem ersten abendfüllenden Kinofilm, der Horror-Comedy Skin Creepers, für das namhafte Schauspieler (Nicolás Artajo, Dieter Landuris, Barbara Prakopenka, Thomas Schmuckert, Sesede Terziyan, Annika Strauss, Mai Duong Kieu) und Erotik-Stars (Micaela Schäfer) gewonnen werden konnten.

## Filmografie
- 2006: Turmspringer, Kurzfilm, 19 Minuten[3]
- 2006: Die Gejagten, Konzept-Teaser, 8 Minuten, 35 mm, Co-Regie
- 2007: House of fear, Kurzfilm, 6 Minuten, 35 mm
- 2013: Brennpunkt Berlin, Kurzfilm, 4.40 Minuten
- 2013: Big Shoes, Kurzfilm, 6 Minuten – 4 Auszeichnungen und 2 Nominierungen beim 48h Film Projekt
- 2013: Therapy, Kurzfilm, 1.50 Minuten
- 2014: Der letzte Auftrag, Kurzfilm, 5.17 Minuten – 2 Auszeichnungen und 5 Nominierungen beim 48h Film Projekt
- Leb(los), Kurzfilm, 1.50 Minuten
- 2015: Give me the night - Shane D. feat. Jasmine Thomas, Musikvideo, 3.03 Minuten
- 2015: Tell me - Shane Desert, Musikvideo, 3,20 Minuten
- 2015: Casting des Todes (Casting of death), Kurzfilm, 17 Minuten – Ausgezeichnet für beste Darstellerin (Micaela Schäfer), bester Kurzfilm, beste Regie, beste Kamera bei LA Horror Competitions[4][5]
- 2018: Skin Creepers
- 2018: Don't Lose Your Face, Kurzfilm, 7 Minuten
- 2024: Monster on a Plane

## Auszeichnungen
- 2004: if communication design award für Cedy’s world
- 2006: Prädikat wertvoll Filmbewertungsstelle Wiesbaden für Der Turmspringer
- 2015: LA Horror Horror Competit.ons
- 2015: Night Terrors Film Festival